# Jean-Philippe Saïko
Jean-Philippe Saïko (Numea, Nueva Caledonia, 20 de agosto de 1990) es un futbolista de Nueva Caledonia que juega en la posición de delantero con el AS Magenta de la Superliga de Nueva Caledonia desde 2022.

## Carrera

### Club
| Periodo   | Club                    |
| --------- | ----------------------- |
| 2009–2013 | AS Magenta              |
| 2013      | Gaïtcha FCN             |
| 2014–2015 | FC Montaigu             |
| 2015      | Vendée Poiré-sur-Vie II |
| 2015–2018 | Poitiers                |
| 2018–2019 | Limoges FC              |
| 2019      | AS Magenta              |
| 2019–2021 | Tasman United           |
| 2020–2021 | → AS Lössi (cedido)     |
| 2022–     | AS Magenta              |

### Selección nacional
Debutó con Nueva Caledonia el 29 de mayo de 2016 en el empate 1-1 ante Papúa Nueva Guinea en Port Moresby por la Copa de las Naciones de la OFC 2016 donde anotó el gol del empate. Fue finalista en los Juegos del Pacífico 2019 donde fue uno de los goleadores del torneo.

## Logros

### Club
- Superliga de Nueva Caledonia (2): 2009, 2023

### Individual
- Goleador en los Juegos del Pacífico 2019 (9 goles)